# Marija Fabianowna Gnessina
Maria Fabianovna Gnessina (Rostov-on-Don, 1876 - Moscou, 11 d'octubre, 1918), era la tercera de les cinc germanes Gnessina, va ser una pianista russa, professora universitària i germana del compositor rus Mikhaïl Gnessin.

## Biografia
El pare de Marija Fabianovna Gnessina era el rabí designat per l'estat Fabian Osipowitsch Gnessin. La seva mare, Bella Issajewna Fletsinger-Gnessina, havia estudiat amb Stanisław Moniuszko i era cantant i pianista. Marija Fabianovna Gnessina va estudiar al Conservatori de Moscou a la classe de piano de N. J. Shischkin, i es va graduar el 1895.
El febrer de 1895, juntament amb les seves germanes grans Yelena i Yevgenia, amb el suport del mecenes Alexander Pavlovich Kaverin, va fundar l'escola privada de música de les germanes J. i M. Gnessina a Moscou, que es va convertir en la Segona Escola Estatal de Música de Moscou després la Revolució d'Octubre gràcies al suport d'Anatoly Lunacharsky (1919), va rebre el nom de les germanes Gnessina el 1925 i l'Institut Gnessin el 1944 va ser. Marija Fabianovna Gnessina era professora de piano. El seu germà Mikhail, les seves germanes Yevgenija, Jelena, Jelizaveta i Olga i Alexander Gretschaninov van ser altres professors allà. El compositor Reinhold Glière va dedicar Sis peces per a piano a quatre mans op 41 (1909) a Marija.
Maria Fabianovna Gnessina va ser enterrada al cementiri Novodevitx de Moscou.